# Onda Cádiz Televisión
Onda Cádiz Televisión, o simplemente Onda Cadiz, es un canal de televisión local de producción propia española de la ciudad de Cádiz.

## Inicios
Comenzó a rodar en la retransmisión en directo del Concurso Oficial de Agrupaciones del año 2006, a partir de esa fecha ya se dio el pistoletazo de salida para dar un servicio de comunicación pública a todos los gaditanos, se apostó por dar calidad a las retransmisiones y por primera vez en una Semana Santa se da en directo toda la carrera oficial mostrando imágenes que jamás se habían ofrecido en una retransmisión de este tipo, ese mismo año se hace un gran esfuerzo por dar en directo la Gran Regata 2006.
Onda Cádiz desde entonces ha llevado a todos los ciudadanos todo lo que es de interés de la ciudad, (Cádiz CF, Carnaval, Cofradías, elecciones, Regatas, Cádiz 2012, etc.), y se ha confirmado año a año como la televisión local de referencia para los gaditanos consiguiendo que absolutamente toda la producción anual sea propia y realizada con medios propios y alcanzando un importante volumen de retransmisiones en directo que han conseguido llevar a todos los espectadores la vida de la ciudad.
Onda Cádiz RTV es la opción preferida por los espectadores gaditanos como televisión de proximidad, confirmándose como la televisión local más vista de toda Andalucía y, por tanto, una televisión de referencia para público y profesionales.
A pesar de los ajustes obligados por la situación económica general, lo que ha afectado a sus recursos y medios, Onda Cádiz RTV mantiene el más alto volumen de producción de todas las televisiones de Andalucía y el mayor número de retransmisiones en directo, mejorando la eficacia de sus producciones y la calidad de las mismas.

## Otros eventos
Otros eventos importantes a destacar en la historia de la televisión municipal son las retransmisiones especiales, con cobertura especial, ante eventos de importancia para la ciudad, como la Gran Regata de Veleros en el año 2006, la cobertura especial para la Semana Santa de los cinco últimos años, la fase preliminar desde el Gran Teatro Falla de los siete últimos Concursos Oficiales de Agrupaciones Carnavalescas (COAC), las retransmisiones de las Coronaciones Canónicas de Ntra. Sra. del Carmen y María Auxiliadora y otros eventos cofrades y religiosos como la Procesión de Ntra. Sra. del Rosario Coronada, Patrona de la ciudad, o la Procesión del Corpus Christi, más otros eventos de Navidad como la Cabalgata de Reyes y de Carnaval como el Pregón Infantil y Adulto, Elección de la Diosa Infantil y Adulta, la Cabalgata Magna, Fuegos Artificiales, Carrusel de Coros o el Pregón y Quema del Dios Momo y todo ello se emite en directo. Asimismo, Onda Cádiz adquirió a comienzos de 2007 a Audiovisual Sport los derechos de retransmisión de los resúmenes de los partidos de Liga del Cádiz CF, siendo la primera vez que una televisión local de Cádiz adquiere este tipo de derechos. El amplio resumen de los todos los partidos de Liga se emite todos los lunes en "El Submarino Amarillo".
En 2012, año en el que la ciudad de Cádiz celebra el Bicentenario de la Constitución Española, Onda Cádiz se vuelca retransmitiendo en directo los acontecimientos más destacados del Bicentenario como la entrega de los Premios Cortes de Cádiz, la Zarzuela Cádiz, el acto central del Oratorio San Felipe con la presencia de los Reyes de España el 19 de marzo, la ofrenda floral en la Plaza de España, la puesta en escena de Els Comediants, la Solemne Procesión Magna del Sábado Santo, los actos de la Capitalidad Iberoamericana de la Cultura y del Carnaval como el desfile del Reinas del Carnaval, las actuaciones de los grupos de los distintos Carnavales o el desfile de Carlinhos Brown. Realiza también una cobertura especial en la Gran Regata del Bicentenario, todo ello, además de partidos importantes del Cádiz CF o las retransmisiones de Carnaval y Semana Santa.

## Sintonización
Las emisiones de Onda Cádiz se transmiten en radio por la frecuencia 92.8 de la FM; en televisión por el canal 38 de TDT así como por la plataforma por cable de Vodafone, además de la propia web de la televisión, www.ondacadiz.es desde el periódico digital ocadizdigital.es y el canal Youtube http://www.youtube.com/user/ondacadiztv